# Prieuré hospitalier de Saint-Jean en l'Île-lez-Corbeil
Le prieuré hospitalier de Corbeil est un prieuré de l'ordre de Saint-Jean de Jérusalem. Il s'agit du plus ancien prieuré du grand prieuré de France qui date de 1223 avant d'être transféré à Paris en 1315 à la Prieuré hospitalier du Temple à la suite de la dévolution des biens de l'ordre du Temple. Des bâtiments du prieuré, qui date de 1184-1185, il ne reste que la chapelle Saint-Jean-en-l'Île.
Il est situé à Corbeil-Essonnes, au sud de l’agglomération parisienne et au nord-est du département de l’Essonne, à la frontière entre les régions naturelles du Hurepoix à l’ouest, du Gâtinais au sud et de la Brie française au nord-est.

## Origines
Dans la seconde moitié du XIIe siècle, les Hospitaliers de l'ordre de Saint-Jean de Jérusalem s'installent dans l'île de Corbeil. En 1176, Thierry Galeran donne à l'Ordre tout ce qu'il possède au vieux Corbeil, clos de vignes, pressoir, avec les droits de justice et des censives,. En 1184, Alice de Bergeres donne à titre d’aumône, huit arpents de terre dans l'île de Créteil pour y construire leur commanderie avec une chapelle,. L'année suivante, Cécile de Bruyères fait don aux frères de l'Ordre de deux arpents de prés à Corbeil,.
En 1188, c'est Alix, mère de Philippe-Auguste, qui donne deux moulins et le droit exclusif de fouler du drap en interdisant à quiconque et s'interdisant de construire un moulin à fouler,. En 1192, un autre moulin leur est donné par Milon de Savigny,. L'Ordre acquiert un four banal à Pont-sur-Essonne et à Lanorville des rentes foncières,.
En 1223, la reine de France Ingeburge, veuve de Philippe Auguste, fonde le prieuré en transformant la Commanderie. Les commanderies furent transférées au prieuré hospitalier de Saint-Jean de Latran hormis celles qui restent au prieuré de Corbeil pour assurer des revenus suffisants. Une bulle du pape Honorius III confirme la fondation sur la base que Garin de Montaigu, grand maître, accepte de la reine. L'Ordre devra donner treize prêtres pour prier la reine et le roi mort. Trois de ces religieux doivent dire trois messes de requiem, qu'il sera choisi parmi les treize un prieur capable de traiter les affaires du couvent, en échange de quoi elle assurera pour leur entretien une pension annuelle de douze livres. En 1224, elle dote la commanderie de nombreux biens entre autres une rente de cinquante mesures de blé sur les moulins de Corbeil. Elle fait édifier l'église et des bâtiments où elle se retire. L'Ordre rattache le membre de Tigery pour augmenter les revenus du prieuré,.
En 1224 toujours, le roi Louis VIII le Lion donne, au nom de sa mère, la reine Ingeburge, au prieur de Saint-Jean en l'Île, un droit de minage sur tous les grains qui se vendaient au marché ou sur le port dans toute la prévôté de Corbeil qui rapportait plus de 50 muids de grains par an,. En 1267, Marguerite de la Grange donne aux Templiers, dans le faubourg Saint-Jacques à Corbeil, un pressoir et plusieurs maisons,.

## Prieuré
Le prieuré hospitalier de Saint-Jean en l'Île-lez-Corbeil est composé de plusieurs bâtiments renfermés dans les murs d'un enclos. Au centre, il y avait la chapelle Saint-Jean en l'Île, à gauche, le cloître et les habitations des religieux, à droite, la commanderie et en face, le palais du prieur qui servait aux réunions des chapitres prieuraux. Autour du prieuré, sur les bords de la rivière d'Estampes, il y avait une prairie de plus de 100 arpents qui allait jusqu'à Chantemerle.
En 1353, Le prieuré est dans une mauvaise passe, la mortalité était importante à Corbeil et il se vit amputer de ces principaux revenus, le cens étant réduit à minima. Guillaume de Mailg, prieur, réunit un chapitre prieural qui décide pour augmenter les revenus du prieuré d'adjoindre la commanderie de Savigny-le-Temple dont les revenus devaient compenser les manques de Corbeil. En 1370, Robert de Juilly, prieur, lui fit de nouveau adjoindre, avec l'autorisation du grand maître, une partie des revenus de la commanderie d'Eterpigny mais il fallut encore y ajouter les biens de la commanderie de Melun quand celle-ci a été supprimée.
En 1440, donation aux Hospitaliers, par Jean de L'Isle et sa femme Isabeau, de l'hôtel de La-Queue-du-Renard, entre la rue du Blanc-Pignon et celle des Rosiers, sous condition de faire célébrer dans l'église du prieuré, après leur mort, un service solennel pour le repos de leur âmes et ce à perpétuité.
Mais en fait, tout cela venait d'une mauvaise gestion due à l'inobservation du règlement et surtout par un manque de surveillance des prieurs. Ils avaient pris l'habitude de nommer le prieur de Créteil mais ils laissèrent par la suite les religieux élire ce prieur qui jouissait du temporel comme un véritable prieur. Cet abus fut dénoncé à Malte auprès du pilier de la langue de France où il fut décidé, en 1631, de rattacher le prieuré de Corbeil comme apanage du trésorier général de l'Ordre. Le pape Pie IV approuve la décision en 1636 que Louis XVI fini par approuver par lettres patentes le 10 décembre 1644.
L'absence régulier des trésoriers, du fait de leurs charges, les obligeaient à nommer un mandataire. Les chevaliers de Rocourt et de Talhouet furent accusés, en 1664, par de très graves plaintes. Le chevalier de Rocourt fut accusé d'avoir laissé un nommé Joselin prendre des terres du prieuré pour les incorporer à son domaine de Chantemerle. Le chevalier de Talhouet, successeur de De Rocourt, d'avoir toléré l'usurpation et de laisser tomber en ruine le prieuré qu'il ne visitait jamais. Le pilier et les chevaliers de la langue de France ordonnèrent au prieur de France de faire une enquête. Il chargea le chevalier de Fleurigny de celle-ci pendant que Talhouet écrivait un long rapport pour se disculper. Il fut finalement convenu que de Tahouet ne toucherait aucun revenu du prieuré de Corbeil aussi longtemps que les bâtiments ne fussent remis en l'état,.

## Chapelle Saint-Jean en l'Île
Le plan de la chapelle, en forme de la croix latine, se compose d'une nef unique, d'un transept et d'un chœur. La nef est voûtée sur croisées d'ogives. Le chœur se termine par une abside à sept pans percés de grandes fenêtres en forme de lancettes. L'intérieur comprend un décor sculpté. La chapelle a perdu sa flèche et son toit d’origine.
Un procès-verbal de la visite en 1495 nous donne une idée de l'église « sumptueusement ediffiée et grande et à croisées, bien entretenue de murailles, verrieres et coverture, avecq un beau clochier couvert partie d'ardoises et de plomb à deux cloches grosses. » Dans une visite de 1456, l’intérieur est décrit « au milieu du grant hostel est assis un tabernacle et ciboire dedans, ouquel repose le begnoist corps de notre Seigneur en hostie estans en une boiste d'ivoire, avecque ça une couppe d'argent dorée et une croix dessus et ung crucifix ferré de leton pesant un marc et demi ou environ. »
« Sur ledit grand hostel, une table de bois doré belle et notable et bien ouvrée, en quoy est l'Assomption Nostre-Dame et les Apostres et sur ladite table à chascun bout une Sainte-Ymaige de nostre Dieu et de Saint Jehan-Baptiste. »
« Sur la tombe de la Royne deux petits chandeliers de cuivre de vielz estat. »
En 1793, le prieuré est annexé à une poudrerie et la chapelle transformée en usine à charbon de bois. Les autres bâtiments sont détruits. Les explosions successives endommagent la chapelle mais les protestations des riverains firent fermer la poudrerie vers 1820. La chapelle devint alors un lieu de stockage pour les balles de coton d'une filature avant d’être restaurée et transformée en musée.
L'église Saint-Jean-en-l'Île est classée au titre des monuments historiques en 2007. Aujourd'hui, la chapelle sert de lieu d'exposition temporaire.

## Possessions
Le prieuré était  propriétaire de vignes au clos Lecomte, à Boucornu, aux roches de Saint-Jean et aux Tarterêts, dont le vin était consommé au prieuré.
Il possédait 200 arpents de terre arable aux Coquibus, à Essonnes près du bois des Granges, à Villabé, à la Coudraye, à la Saussaie et aux masures de Vaux plus 210 arpents de bois dans la forêt de Senard au bois de Hôpital vers Tigery, le bois Saint-Jean ou de la motte du Parc sur la route de Mongeron, 520 arpents dans la forêt de Rougeau et 104 arpents au bois de Langlée entre Breviande et Boissise-la-Bertrand.
Le prieur de Corbeil possédait la haute, moyenne et basse justice sur tout le domaine du prieuré, les cens et les redevances foncières sur plusieurs maisons de Corbeil, Chantemerle et Fontenay-en-Brie, les droits de dime à Mormant et à Vilbert.
Les revenus du prieuré étaient de 21 500 livres en 1783.
Les commanderies de Savigny-le-Temple, Melun, Ozouer-le-Voulgis et les membres de Tigery, Hôtel des Clos, Champagne, Montauger et Clos-Bruneau relevaient du prieuré hospitalier de Saint-Jean en l'Île-lez-Corbeil.

## Commandeurs
Liste des commandeurs dressée par Mannier.

### Prieurs de Corbeil
| Prieur                                | Date |
| ------------------------------------- | ---- |
| Frère Ansel                           | 1185 |
| Gilles de Besencourt                  | 1228 |
| Pierre d'Orléans                      | 1239 |
| Frère Girard                          | 1259 |
| Frère Anselme                         | 1287 |
| Renier de Lapion                      | 1295 |
| Thomas Mouton                         | 1355 |
| Jean de Hesdin                        | 1363 |
| Eustache De Laistre ou De Latre       | 1370 |
| Jean de Fresnoy                       | 1384 |
| Guillaume Guillerault                 | 1396 |
| Urbain Paulmier                       | 1406 |
| Jean Soubaut                          | 1409 |
| Jean Martel                           | 1440 |
| Jean Foulon                           | 1446 |
| Jean Leroy                            | 1470 |
| Nicole Lesbahy                        | 1482 |
| Étienne Bernard                       | 1505 |
| François de Bourdon                   | 1515 |
| Guillaume Quignon                     | 1526 |
| François de Lorraine                  | 1544 |
| Pierre Ourier                         | 1562 |
| Michel de Sevre                       | 1576 |
| Jacques de Harlay                     | 1599 |
| Léon-François de Neuville d'Alincourt | 1629 |
| Chevalier de Villeroy                 | 1632 |
| Jean Hac                              | 1644 |

### Grands Trésoriers, prieur de Corbeil
| Prieur                                          | Date |
| ----------------------------------------------- | ---- |
| Maximilien de Dampont                           | 1644 |
| François de Courcelles-Rouvray                  | 1648 |
| Nicolas de Paris-Boissy                         | 1652 |
| Henri du Châtelet de Moyencourt                 | 1654 |
| Philippe de Meaux-Rocourt                       | 1655 |
| François de Talhouët                            | 1661 |
| Artus Chenet de Mus                             | 1671 |
| Charles Duval de Coppeauville                   | 1672 |
| Adrien de Vignacourt                            | 1674 |
| Nicolas de Chevestre de Cintray                 | 1690 |
| Jean du Hamel                                   | 1700 |
| Charles de Choiseul d'Esquilly                  | 1706 |
| Laurent de Martel                               | 1716 |
| François-Marie Desbans de Mareuil               | 1719 |
| Jean-Baptiste de Briçonnet                      | 1721 |
| François Dauvet des Maretz                      | 1724 |
| Louis de Brilhac                                | 1743 |
| Eustache de Vauquelin-Deschenes                 | 1749 |
| Jean-François de Bouilly de Turquan             | 1750 |
| Alexandre de Grieu                              | 1758 |
| Anne de la Magdeleine de Ragny                  | 1765 |
| François de Paul Lefevre d'Ormesson             | 1782 |
| Jacques-Armand Rogers Lusignan de Champignelles | 1786 |